# 電鈴

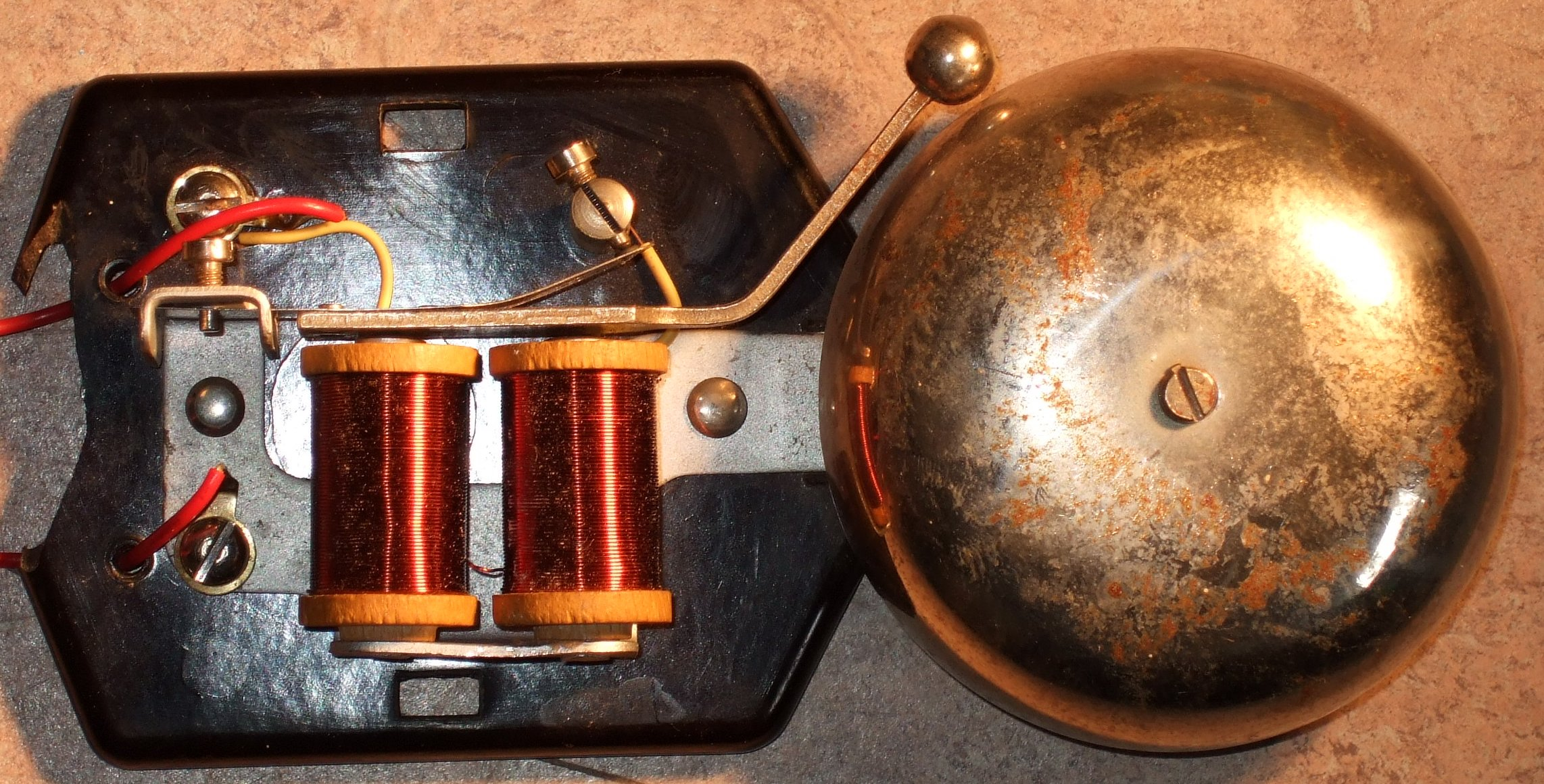
古い電磁式ドアベルの内部。

電鈴（でんれい）またはベルとは、電磁石や電動機を利用した鐘を鳴らす機構である。電流が流れるとハンマーが鐘を打ち鳴らし、多くのものは通電中にこの動作をせわしなく繰り返すことで、連続音の発生が可能となっている。電鈴は1800年代の遅くから、鉄道の発車ベルや踏切警報機、電話機や火災報知機、玄関に付ける呼び鈴のほか、学校、工場、刑務所など、集団行動の場における時報や警報として広く用いられてきた。
電磁式の電鈴は鉄の棒にエナメル線を巻きつけられたコイルが置かれたもので、電流がコイルに流れると鉄棒が磁気を帯び、ベルを叩くハンマーと一体の鉄片を吸い付けてベルを鳴らすものである。
現代においてはそのほとんどが電子回路や録音、サンプリングされた音声信号をスピーカーで鳴らす電子音によるものに置き換えられているが、利用者は従来通りベルやブザーと呼んでいる。この方式では似たような音が出るが、物理的に打撃している物と比べ瞬間的な音量が劣るため騒音に弱い欠点がある。

## 種類

### 断続ベル

#### 動作原理

断続ベルの動作原理。

広く用いられている断続ベルは電流を通じることにより連続した音を出すベルである（動作アニメーションを参照）。ゴングとも呼ばれるベル (B) はカップ型または半球状のかたちをしたベルの中に弾力性のある先端に小さな金属球の付いた、「クラッパー」と称されるアーム (A) が電磁石 (E) により動作させられる。ベルが鳴動しない状態では、クラッパーは弾力性のあるアームによってベルから少し離れた位置に保持される。スイッチ (K) を閉じることによって（ドアベルボタンを押す、という動作）電流が電磁石に流れると電流によって磁場が生じ、クラッパーの鉄製のアームを引き寄せ、ベルを叩く。ベルを叩くことでクラッパーに付いた接点 (T) が開き、電磁石に流れる電流を切断する。電流が切断されることで電磁石の磁場が崩壊し、クラッパーがベルから離れる。クラッパーがベルから離れることにより接点が再び閉じられ、電磁石に電流が再び流れ、電磁石がクラッパーを吸い付けてベルを再び鳴らす。この反復動作を素早く行うことから結果として連続して「ジリジリジリ……」と連続した音が鳴ることになる。
ベルまたはゴングの共鳴装置の形状とサイズにより生成される鳴動音の音色が決まる。 複数のベルが一緒に取り付けられている場合、打撃メカニズムが同一であっても、異なるサイズまたは形状のゴングを使用することにより、独特の鳴動音を生成することができる。

### ブザー
（電気）ブザーも断続ベルと同様のメカニズムを使っているがベルやゴングは存在せず、また断続ベルよりも動作音は静かであり、卓上・近距離における警告音としては適当な音を出す。
ブザー(buzzer バザ)または電子ブザー(electric buzzer)は、機械式、電気機械式、または圧電式の音声信号装置である。 ブザーと電子ブザーの一般的な用途には、アラームデバイス、タイマーなどが挙げられ、マウスクリックやキーストロークなどのユーザー入力の確認音（クリック音など）も含まれる。
1970年代以降の低コストの電子機器の開発により、ほとんどのブザーは電子的な「サウンダー」に置き換えられた。 「サウンダー」は、ベルの電気機械式ストライカーを電子発振器とスピーカーや圧電素子に置き換えたもので、多くの場合スピーカーの代わりに圧電素子を用いている。

### 単打ベル

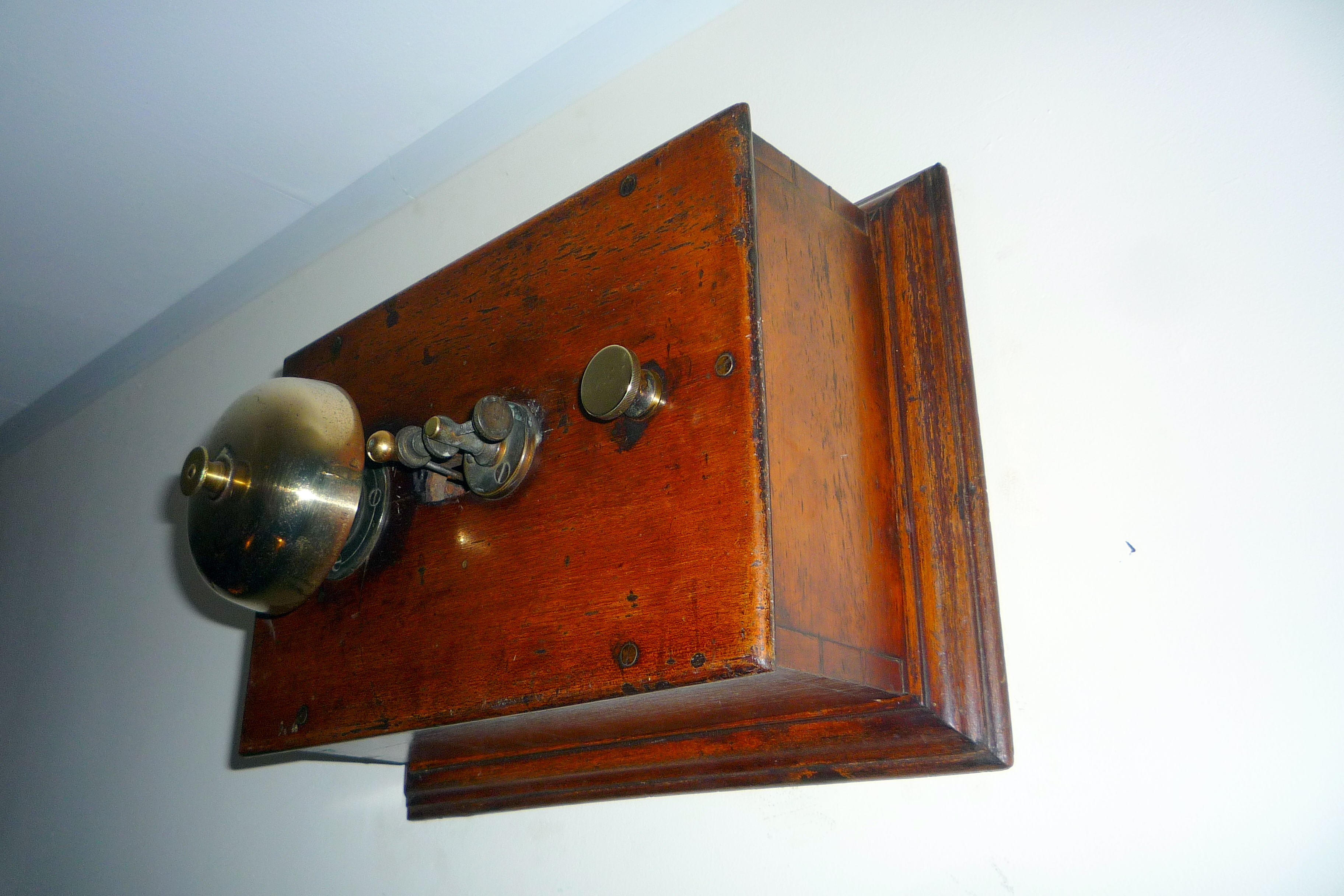
鉄道信号用単打ベル。

初期に市販された電気ベルは、信号扱所間の鉄道信号用に使用された。 複雑な鳴動パターンを使用して、信号扱所間を通過する列車の種類と、経由地も含む目的地を表した。
単打ベル: シングルストロークのベルである。電磁石に電流を流すと、ベルのクラッパーがベルまたはゴングに引っ張られ、ベルが1回鳴る仕組みである。 ベルは（「ジリジリジリ」と）継続的に鳴らないが、電流が再び印加されるまで、ベルの共鳴音だけ残ることになる。 共鳴音を維持するため、単打ベルのベルは通常、前述の断続ベルで使用されているよりもはるかに大きいサイズのベルを具備していた。 また、ベル、ゴング、スパイラルチャイムをすべて使用して、ベルごとに異なる音色を与えることができる。
単打ベルの単純な実装は、バネ付きベルであった。 これは機械的に作動する大邸宅の使用人呼び出しベルとして使用されていたものである。 クラッパーを動作させる代わりに、電磁石は柔軟な渦巻きバネに取り付けられてたベル全体を揺さぶり、軽いバネに対して重いベルの慣性はストローク後数秒間鳴り続ける。 鳴動音は急速に消えるが、目に見えるベルの震えは、複数のパネルの中でどのベルが鳴っていたかを視覚的に示すことができた。

### 電話用途

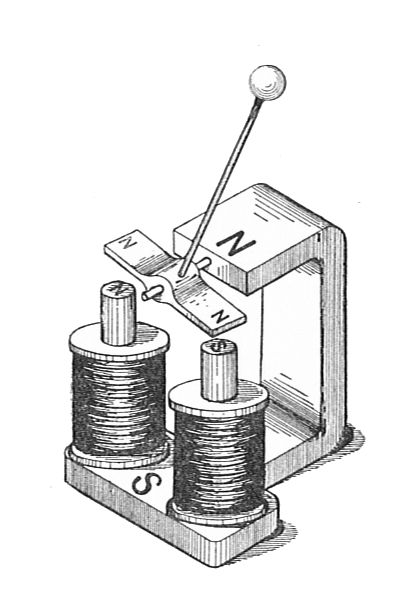
有極ベル 1903年頃の図解。

電鈴が交流で駆動される場合、断続ベルは異なる設計の「有極ベル」を使用できる。これらは、クラッパーにつながるアーマチュアが永久磁石になっているため、これは駆動電流の位相に応じて磁極を持ったアーマチュアが交互に吸引・反発を起こす。有極ベルの実装としては、対象的に配置され磁気を持たせたアーマチュアに対向して、それぞれ同じ電流を通じたときに反対の極性になるようにしたの2つのコイルを配置したもので、コイルに交流を通じるとアーマチュアの各端が交互に吸い付けられるものである。このタイプの電鈴の特徴は電流断続用の接点が不要であることで、長期間使用しても高い信頼性を持つこのため、電話のベルとして広く使用されていた。

### 火災報知機

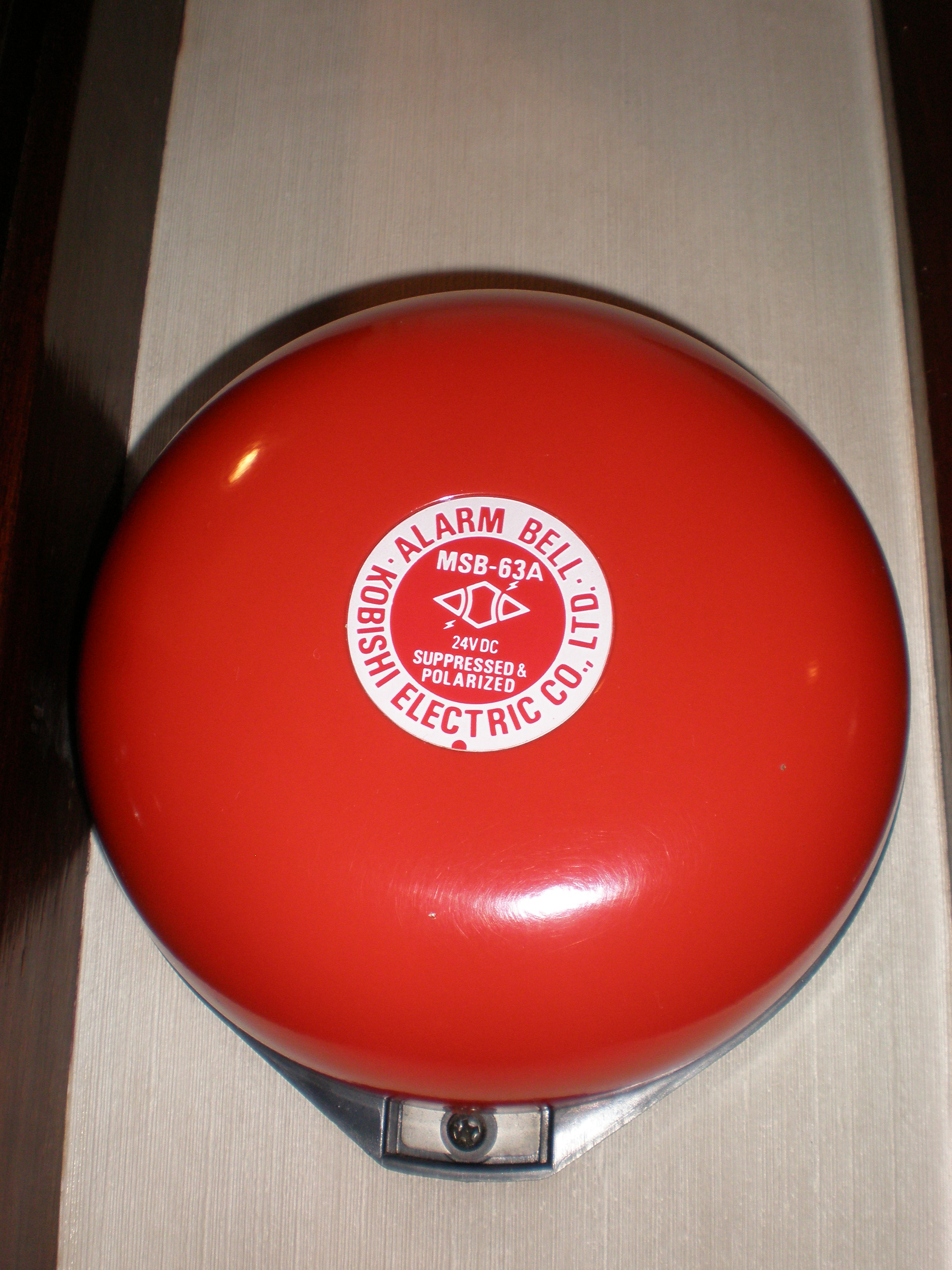
火災報知機用の電鈴。

火災報知機用の電鈴は、断続ベルととシングルストロークベルの2種類に分類される。断続ベルは供給電源が切れるまでベルが鳴り続けるもので火災発生を知らせるベルとして一般的なものである。シングルストロークベルは電流が流れるとベルが1回鳴って停止し、供給電源が切れ再び電流が流れるまで再び鳴らないタイプのもので、このベルは発信機を識別する符号を自動伝送する火災報知器システム（日本におけるM型発信機・受信機のシステムで現在は使用されていない）で頻繁に使用された。

## 電源
電鈴は通常、10〜24 Vの低電圧の交流または直流で動作するように設計されている。 商用電力が一般化する前は、電鈴は電池によって駆動されていた。初期の電話で使用されていたベルは、加入者によって磁石発電機を回してベルを鳴らす電流を起こした。 住宅用途では、ドアベル回路に電力を供給するために、通常、小容量のベルトランスが使用される。 低コストの配線方法でベル回路を作成できるように、ベル信号回路の電圧および電力定格は制限されている。産業用のベルは、一般のベルより高い交流または直流電圧で動作するものが多く、機器で使用される電源または機器で利用可能なスタンバイ電源に規格を一致させている。

## 歴史
断続ベルは、1823年にウィリアム・スタージャンが電磁石を発明した後に考案されたさまざまな振動電気機械メカニズムから発展した  最初の1つは、1824年にジェームズ・マーシュによって発明された「振動電線」であった。これは電磁石の極の間に吊るされた、水銀溜まりに浸るワイヤ振り子で構成されていた。 ワイヤに電流が流れると、電磁石の力によりワイヤが水銀から外れて横に振れ、電磁石への電流が遮断されるため、ワイヤが元の位置に戻る仕掛けである。 現代の電鈴の機構は、誘導コイルの1次電流を遮断するために考案された振動「接点ブレーカー」または「遮断器」メカニズムにその起源があった。振動する「ハンマー」断続子は、ヨハン・フィリップ・ワーグナー（1839）とクリスチャン・エルンスト・ニーフ（1847）によって発明され、フロマン（1847）によってその機構がブザーの開発に転用された。ジョン・ミランドは1850年ごろ、電信音響器として使用するため、標準的な電気ベルを作るためにクラッパーとゴングを追加した。 同時期に他のタイプもジーメンス・ウント・ハルスケおよびリッペンスによって発明された。1860年頃に登場した電話用の有極（永久磁石）ベルは、1850年頃にヴェルナー・フォン・ジーメンスによって開発された有極リレーおよび電信で始まった。

## 訳注
1. ↑  電磁石と接する部分は電磁石で吸引できるよう鉄製である。
2. ↑  日本においては「小勢力回路」として最大使用電圧が60Vに制限されている。